# Francesco Canova da Milano

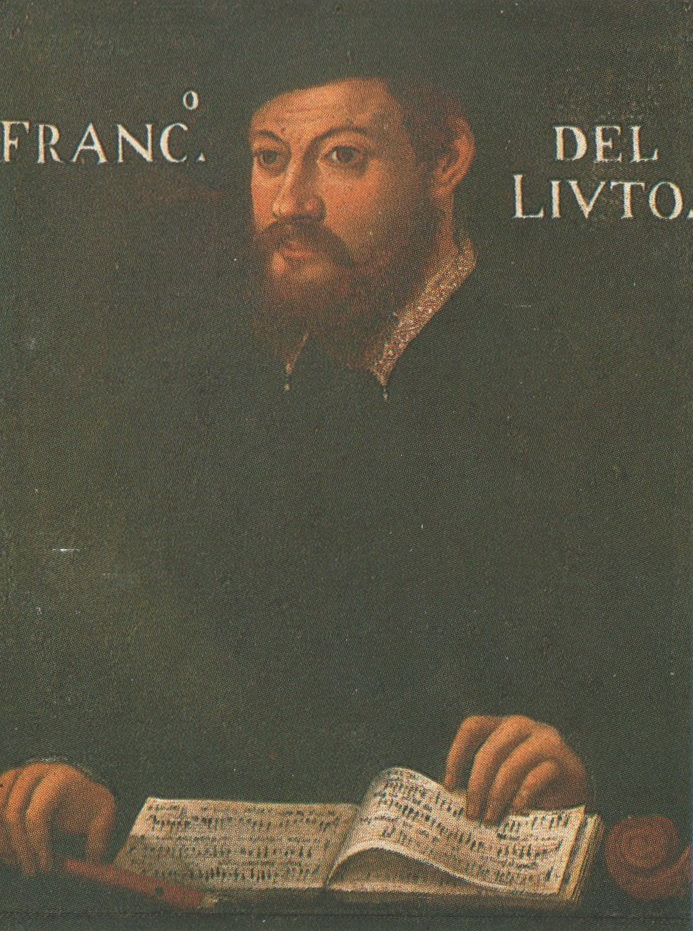
Possível retrato de Francesco Canova da Milano (Pinacoteca Ambrosiana, Milão)

Francesco Canova da Milano (Francesco da Milano, também conhecido como Il divino, Francesco da Parigi, etc.) (18 de agosto de 1497 – 2 de janeiro de 1543) foi um alaudista e compositor italiano. Nascido em Monza, próximo a Milão, trabalhou para a corte papal durante quase toda a sua carreira. Francesco foi aclamado em toda a Europa como o maior compositor para alaúde de sua época. Mais de sua música foi preservada do que a de qualquer outro alaudista do período, e seu trabalho continuou a influenciar compositores por mais de um século após sua morte.

## Vida
Francesco da Milano quase certamente nasceu em Monza, uma pequena cidade a cerca de 15 km a nordeste de Milão. Seu pai, Benedetto, era músico, assim como seu irmão mais velho, Bernardino. De acordo com o Tractatus astrologicus (1552) de Luca Gaurico, Francesco estudou com Giovanni Angelo Testagrossa, mas hoje isso é considerado pouco provável. Em 1514, Francesco já era membro da casa papal em Roma. A partir dessa época, durante a maior parte de sua carreira, esteve intimamente associado à corte papal. Ele e seu pai tornaram-se músicos particulares do Papa Leão X em outubro de 1516; o pai de Francesco manteve essa posição até dezembro de 1518, mas Francesco permaneceu até a morte de Leão em 1521. Pouco se sabe sobre sua carreira subsequente em Roma, mas ele ainda vivia na cidade no início de 1526: em 16 de janeiro de 1526, ele e outro alaudista se apresentaram para o Papa Clemente VII e Isabel d'Este.
Detalhes sobre os anos posteriores de Francesco são escassos. Ele pode ter servido brevemente na corte de Paris, já que algumas fontes o chamam de Francesco da Parigi. Em 1528, obteve um cargo de cônego em S Nazaro Maggiore em Milão, que cedeu a seu irmão em 1536. Pode ter viajado para Murano em 1530. Entre 1531 e 1535, serviu ao cardeal Hipólito de Médici, que morreu em 1535. No mesmo ano, Francesco trabalhou como professor de alaúde para Otávio Farnésio, neto do Papa Paulo III. Em um documento datado de 1º de janeiro de 1538, Francesco é listado como membro da casa do cardeal Alexandre Farnésio, um famoso patrono das artes. Em julho, Francesco casou-se com Clara Tizzoni, uma nobre milanesa, e mudou-se para Milão, onde o casal viveu pelo menos até setembro. No início de 1539, Francesco e seu pai estavam novamente empregados pela corte papal.
Nada se sabe sobre os últimos anos de Francesco e sua morte, exceto que ele provavelmente não morreu em Milão. A data exata de sua morte, 2 de janeiro de 1543, foi registrada apenas por Luca Gaurico. Seu irmão sobreviveu a ele por pelo menos 19 anos e morreu algum tempo após 1562. O pai de Francesco provavelmente também sobreviveu ao filho; ele morreu algum tempo antes de 1555.

## Obras
Já em 1530, a música de Francesco era amplamente conhecida e estudada. Algumas de suas obras foram publicadas na França por Pierre Attaingnant em 1529, e cinco volumes de música para alaúde, compostos principalmente por obras de Francesco, foram publicados em Milão em 1536. Há também muitos manuscritos dos séculos XVI e XVII com suas obras. Hoje, são conhecidos mais de cem ricercares e fantasias (dois termos usados indistintamente na obra de Francesco), cerca de 30 intabulações e algumas outras peças de sua autoria. Sua música representa a transição do estilo improvisatório de seus predecessores para as texturas polifônicas mais refinadas da música para alaúde posterior. Uma das características definidoras do estilo de Francesco é a manipulação e o desenvolvimento de motivos melódicos curtos dentro de uma estrutura formal "narrativa". Francesco se baseou em técnicas encontradas na música vocal da época, como as obras de Josquin des Prez e compositores de sua geração. Além de sua influência no desenvolvimento da música para alaúde, ele também é importante por estar entre os primeiros compositores a criar ricercares monotemáticos. A reputação de Francesco hoje repousa sobre seus ricercares e fantasias, mas seus contemporâneos aparentemente consideravam suas intabulações de obras vocais de outros compositores como a melhor parte de sua obra.
A coletânea das obras existentes para alaúde de Francesco, editada por Arthur Ness, foi publicada pela Harvard University Press em 1970 (ISBN 0-674-53955-9). Assim, o número de organização, semelhante ao Opus, é Ness.

## "Canzona"
Uma composição chamada "Canzona de Francesco da Milano" (mais conhecida como a canção "The City of Gold") é comumente atribuída erroneamente a da Milano. Na verdade, é uma fraude musical do alaudista e famoso mistificador Vladimir Vavilov, que compôs essa melodia e a creditou a Francesco da Milano. Após ser lançada pela banda de rock Aquarium em 1987, a canção tornou-se um grande sucesso na União Soviética e além, levantando dúvidas sobre a autoria real. Somente nos anos 2000 a mistificação foi revelada, e os créditos pelo hit foram atribuídos postumamente a Vavilov.[carece de fontes?]

## Gravações
- Christopher Wilson e Shirley Rumsey, "Francesco Canova da Milano - Fantasias, Ricercars and Duets", Naxos (1994)
- Ben Salfield, "Fantasie: 21 Fantasias by Francesco Canova da Milano", Red C (2004)
- Hopkinson Smith, "Francesco da Milano: Fantasias, Intabulations, Ricercari, Dances, Reconstructions", Naïve (2008)
- Tsiporah Meiran, Francesco da Milano : Research for lute, Band of Hippies (2010)
- Paul O'Dette, "Francesco di Milano 'Il divino'", Harmonia Mundi (2013)
- Nigel North "Dolcissima Et Amorosa: The Lute Music of Il Divino, Francesco Canova da Milano Vol. 1" RGS (2014)
- Nigel North "A Decoration of Silence: The Lute Music of Il Divino, Francesco Canova da Milano Vol. 2 " RGS (2015)
- Sandro Volta, "Francesco da Milano: Music for lute" Brilliant Classics (2015)
- Siro Pillosu, "Fantasie Divine, lute music by Francesco da Milano", Ibé (2019)
- Duo Imbesi Zangarà, Francesco da Milano Complete Duets Original works and Joanne Matelart’s Arrangements intérpretes Carmelo Imbesi e Carmen Zangarà, Classical Music 3.0, (2021)
- Duo Imbesi Zangarà, Francesco da Milano Fantasia a due Liuti from Castelfranco Veneto Manuscript, Single Track, intérpretes Carmelo Imbesi e Carmen Zangarà, Classical Music 3.0, (2024)